# Trujillina hursti
Trujillina hursti là một loài nhện trong họ Ctenidae.
Loài này thuộc chi Trujillina. Trujillina hursti được Elizabeth Bangs Bryant miêu tả năm 1948.